# Реактив Бенедикта

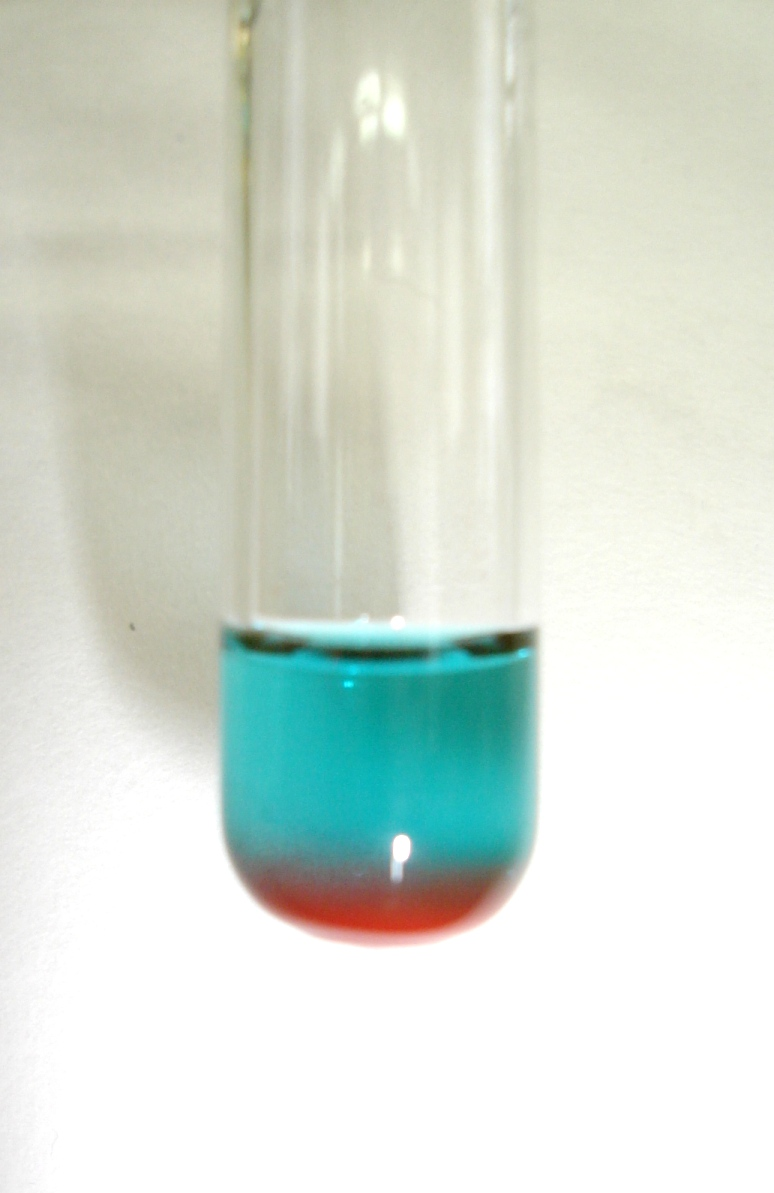
Положительная проба Бенедикта

Реактив Бенедикта — раствор для качественного и количественного определения восстанавливающих углеводов в пробе. Его действие основано на окислительно-восстановительной реакции между альдегидными группами сахаров и ионами Cu2+ в щелочной среде. При этом катионы меди восстанавливаются до оксида меди(I) Cu2O, который выпадает из раствора в виде осадка красного цвета.

## Получение
Реактив может быть приготовлен путём добавления раствора 17,3 г медного купороса в 150 мл воды к раствору 100 г безводного карбоната натрия и 173 г цитрата натрия в 850 мл воды (CuSO4 + Na2CO3 + C3H4OH(COONa)3 + H2O). Полученный раствор можно хранить в стеклянной неокрашенной посуде под воздействием света или тепла. Экспериментально показано, что нагревание такого раствора на водяной бане в течение 24 часов не ухудшает его свойств, в то время как нагревание реактива Фелинга в течение 3 часов приводит к заметному выпадению оксида меди(I).
Цитрат натрия в данной смеси служит комплексообразователем, который удерживает катионы меди в растворе в щелочной среде, создаваемой карбонатом натрия.

## Применение
Реактив Бенедикта, наравне с реактивами Фелинга и Толленса, применяется для обнаружения восстанавливающих сахаров (альдоз и кетоз), которые классифицируют как таковые именно по положительной реакции с данными реагентами. В отличие от невосстанавливающих сахаров, к которым относятся гликозиды, восстанавливающие сахара содержат свободную альдегидную группу либо могут её образовывать в результате изомеризации в щелочной среде.
Предложенная Бенедиктом методика заключается в нагревании 5 мл реактива с не более чем 8 каплями мочи, в образце которой необходимо определить сахар. При проведении эксперимента альдегидные группы окисляются, а катионы меди восстанавливаются. Реактив Бенедикта склонен образовывать гидратированные оксиды, поэтому продукт реакции не всегда имеет красное окрашивание: он может быть также жёлтым или зелёным. Если содержание сахара мало, то осадок образуется только при охлаждении. Если восстанавливающие сахара отсутствуют, то раствор остаётся прозрачным. Растворы с содержанием сахара, равным 0,08 % дают заметный положительный результат, в то время как для реактива Фелинга эта величина равна 0,12 %.